# Kumlinge flygfyr
Kumlinge flygfyr ligger på Kasberg i Kumlinge på Åland, 1 km väster om Kumlinge flygfält. Flygfyren byggdes 1937 för att understödja regelbunden flygtrafik mellan Helsingfors och Stockholm. Sex flygfyrar planerades, men endast fyra byggdes: Mariehamn, Kumlinge, Iniö och Åbo. Alla flygfyrar utom den i Mariehamn finns kvar.

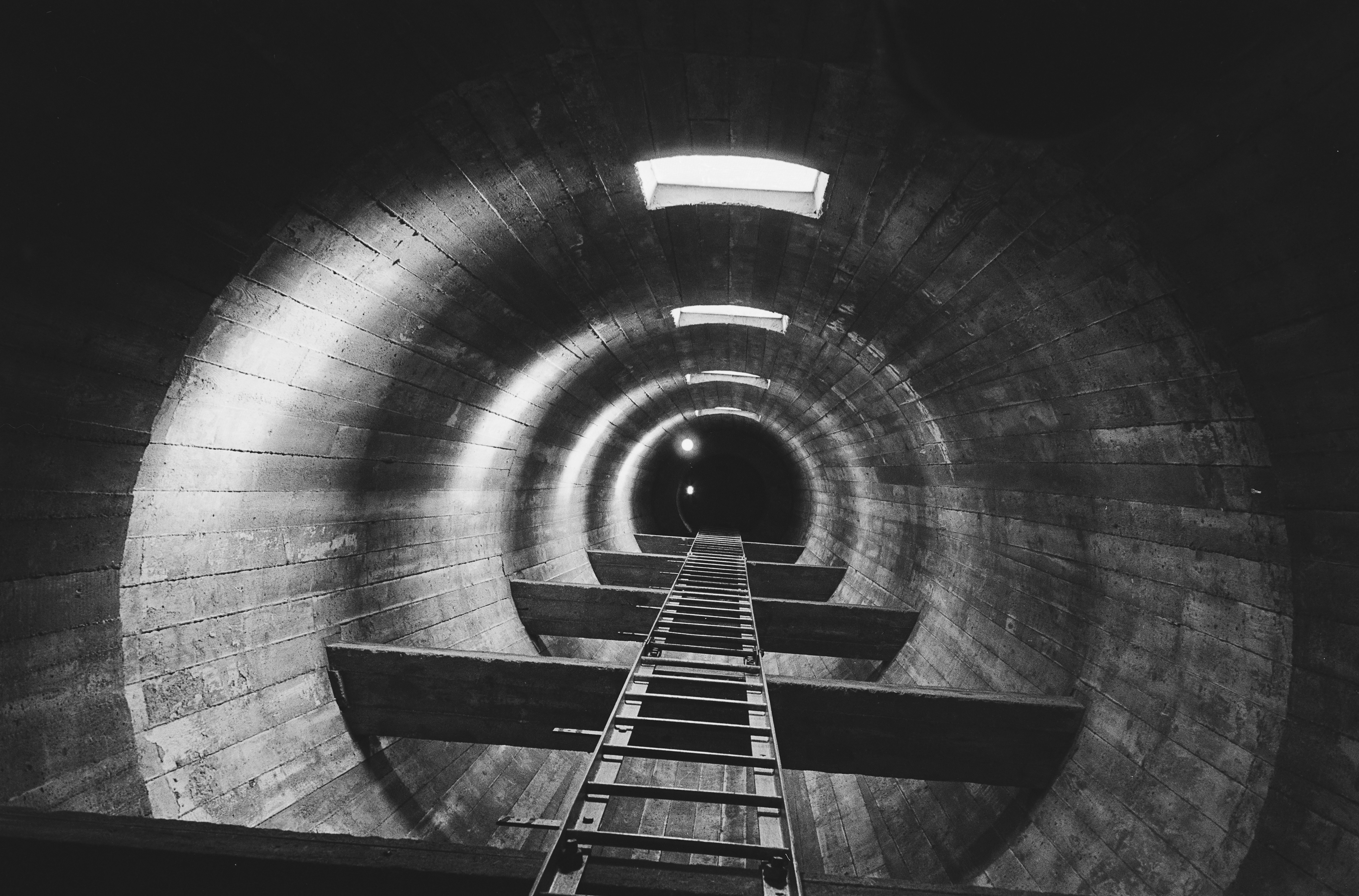
Flygfyrens innandöme sett från botten. Foto från 1968.

Flygfyren består av ett 15 meter högt betongtorn och tornets topp befinner sig 42 m. ö. h. Fyren hjälpte till en början till med hjälp av optisk navigering, både med direktionsljus och känneteckensljus där Kumlinges kännetecken var morse-K. Bygget av flygfyren gjorde att elektricitet kom till Kumlinge i form av två tändkulemotorer med en effekt på 2,25 kW. Den optiska navigeringen blev snart omodern  och radionavigering började användas. Under krigsåren användes flygfyren som observations- och rapporteringsplats och när det blev fred igen lades verksamheten ner ganska snart.